# Penhas da Saúde
Pour les articles homonymes, voir Saúde.

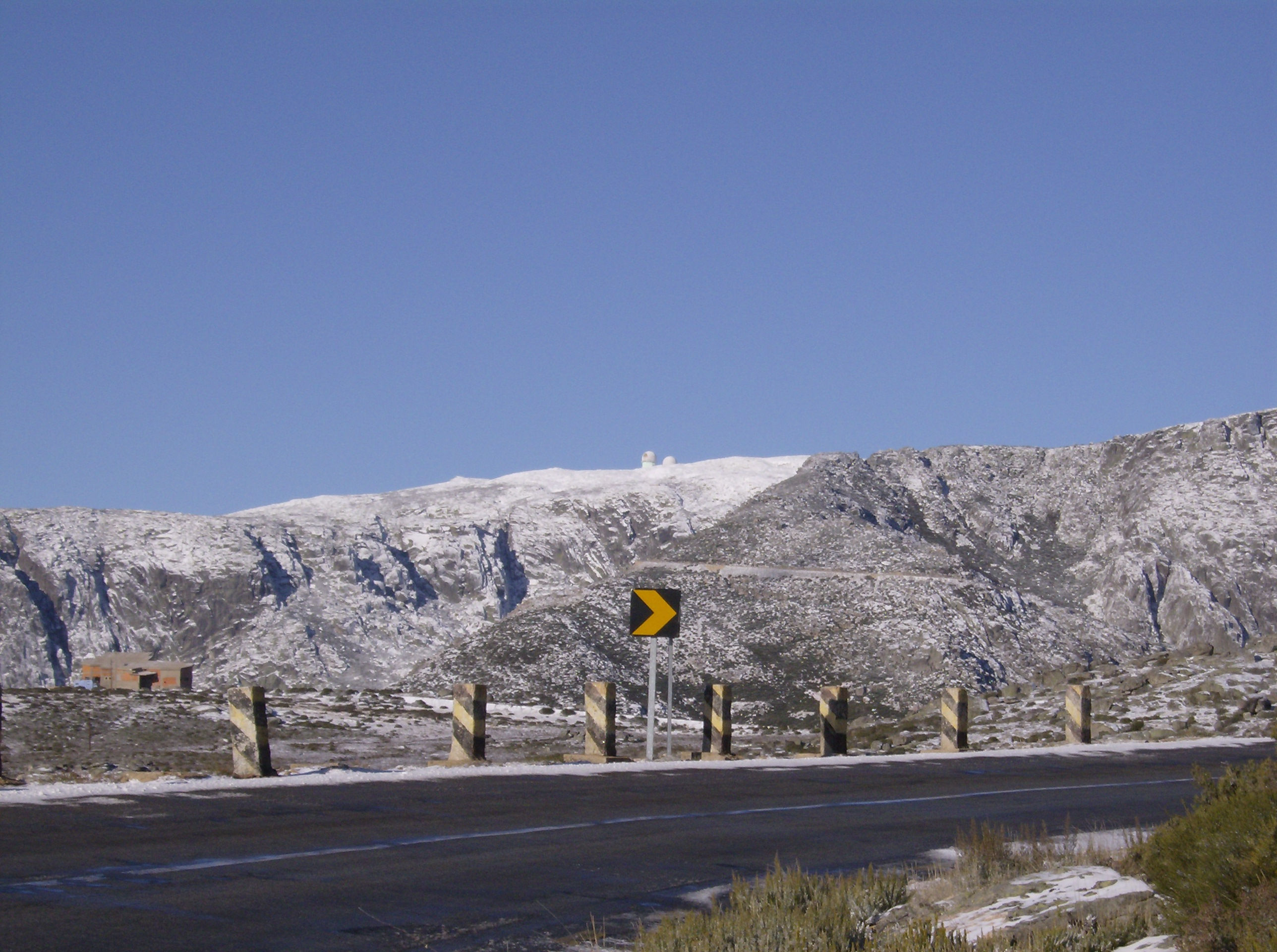
Torre, le point culminant du Portugal, vu depuis Penhas da Saúde

Penhas da Saúde est une station de sports d'hiver portugaise. Le lieu doit sa célébrité[réf. nécessaire] à la température la plus basse du Portugal : −16 °C (3,2 °F). La commune est considérée comme la plus froide de son pays. Elle compte environ 500 habitants et est située à 1 500 mètres d'altitude. Le climat qui y règne est de type semi-continental malgré les chutes de neige à déplorer durant la saison froide. Les minima descendent chaque année en dessous de 0 °C, voire en deçà, tandis que l'été, ils atteignent les 20 °C. Cependant, ce n'est pas la ville la plus septentrionale du Portugal parce qu'elle a une proximité avec Coimbra.[réf. nécessaire]